# Erevan
Erevan (în armeană Երևան) este capitala Armeniei. Orașul avea în anul 2009 o populatie estimată la 1.111.300 de locuitori. Este localizat în partea central-vestică a țării, într-o depresiune intramontană.
Este cel mai mare oraș din Armenia, precum și unul dintre cele mai vechi orașe din lume locuite continuu⁠(d). Situat de-a lungul râului Hrazdan⁠(d), Erevan este centrul administrativ, cultural și industrial al țării. Este capitală a Armeniei din 1918. Orașul servește de asemenea ca sediu al Eparhiei Pontificale Araratiene⁠(d), cea mai mare eparhie din cadrul Bisericii Apostolice Armene și una dintre cele mai vechi eparhii din lume.
Istoria Erevanului datează din secolul 8 î.Hr., odată cu fondarea cetății Erebuni în 782 î.Hr. de către regele Argiști I⁠(d) în vestul extrem al Câmpiei Ararat⁠(d). Erebuni a fost „proiectat ca un mare centru administrativ și religios, o capitală complet regală.” Spre sfârșitul Regatului antic al Armeniei, noi orașe capitală au fost înființate, iar Erevan a pierdut din importanță. Sub conducere iraniană și rusească, a fost centru al Hanatului Erevanului din 1736 până în 1828 și respectiv, al Guberniei Erevan din 1850 până în 1917. După Primul Război Mondial, Erevanul a devenit capitală a Primei Republici Armenia, orașul fiind locul au migrat mulți supraviețuitori ai Genocidului Armean din Imperiul Otoman. Orașul s-a mărit rapid în timpul secolului 20, timp în care Armenia a fost parte a Uniunii Sovietice. În câteva decenii, Erevanul s-a transformat dintr-un orășel provincial din cadrul Imperiului Rus în principalul centru cultural, artistic și industrial al Armeniei, devenind de asemenea sediu al guvernului național.
Odată cu dezvoltarea economiei Armeniei, Erevanul a suferit o transformare majoră. S-a construit mult de-a lungul orașului de la începutul anilor 2000, iar puncte de vânzare precum restaurantele, magazinele și cafenelele stradale, care erau rare în epoca sovietică, s-au multiplicat. În 2011, populația Erevanului era de 1,060,138, adică peste 35% din populația totală a Republicii Armenia. Potrivit estimării oficiale pe 2016, actuala populație a orașului este de 1,073,700. Erevanul a fost numit în 2012 Capitală Mondială a Cărții⁠(d) de către UNESCO. Erevan este de asemenea membru al Eurocities⁠(d).
Dintre reperele notabile ale Erevanului, Cetatea Erebuni este considerată locul de naștere al orașului, biserica Avan⁠(d) este cea mai veche biserică existentă din Erevan, iar Catedrala Sfântul Grigore Luminătorul⁠(d) este cea mai mare catedrală armeană din lume, Tsitsernakaberd⁠(d) este memorialul oficial al victimelor Genocidului Armean, la care se adaugă diferite case de operă, teatre, muzee, biblioteci și alte instituții culturale. Teatrul de Operă din Erevan este principala sală de spectacole din capitala armeană, Galeria Națională a Armeniei⁠(d) este cel mai mare muzeu de artă din Republica Armenia și împarte o clădire cu Muzeul de Istorie al Armeniei⁠(d), iar magazia Matenadaran⁠(d) conține cel mai mare grup de cărți și manuscrise vechi din lume.

## Istoric
Regiunea Erevanului este deja locuit în secolul IV î.e.n. Așezări omenești s-au găsit în regiunile Shengavit, Tsitsernakaberd, Karmir Blur, Arin Berd, Karmir Berd și Berdadzor din perioada bronzului. Localitatea este pentru prima oară amintită în anul 782 î.e.n. sub numele de Erebuni. Ea fiind întemeiată de regele Argišti I aici fiind construite canale de irigație și construcții pentru depozitarea cerealelor. În  anul 585 î.e.n. Erebuni este distrus de sciți și mezi. Între secolele VI și VI î.e.n. localitatea Erevan a fost centrul satrapiei Armeniei. Prima biserică, Sf. Petru și Paul există din secolul V e.n. fiind  avariată în 1931. În anul 658 orașul este cucerit de arabi, Erevanul devenind un punct important de încrucișare a drumurilor caravanelor ce făceau legătura între  India și Europa. Între secolele IX și XII Erevan făcea parte din regatul bagratizilor o dinastie armeano-georgiană urmând ca să fie invadată de selgiucizi iar în 1387 să fie cucerită de trupele lui Timur Lenk. Prin poziția lui geografică localitatea devine un punct strategic important între perși (Iran) și Imperiul Otoman. Conflictul dintre cele două imperii atinge punctul culminant între anii 1513 - 1737 când Armenia a fost  de 14 ori ocupată de trupele celor două imperii. În 1604 în timpul șahului persan Abbas I. au fost mii de armeni deportați în Persia ca urmare a acestei acțiuni în hanatul Erevan erau numai 20 % armeni iar restul de 80 % erau musulmani, formați din perși, turci și kurzi. În iunie 1679 un cutremur distruge o mare parte a orașului. Între 1747 - 1827, hanatul Erevan sub dominație persană este un principat musulman, după care va fi cucerit în 1827 de generalul rus Ivan Fiodorovici Paskevici (1782-1856) fiind integrat în Imperiul Rus.
În timpul dominației ruse a fost sprijinită repatrierea armenilor din Iran și Turcia. Erevan devine capitala oblastului (regiunii) Armenia, va crește rolul economic și politic al orașului, sunt construite case în stil european. În anul 1837 țarul Nicolae I al Rusiei după vizitaea orașului o ridică la gradul de uezd. În 1854 se deschide în oraș o școală superioară de fete, iar în 1874 apare o tipografie. Primul teatru apare în anul 1879 iar la începutul secolului XX s-a terminat construcția căii ferate ce lega Erevan de Gyumri (Alexandropol), Tbilisi și Julfa. În anul 1913 orașul este legat la o rețea telefonică. Armenia a fost un timp scurt între anii 1917 și 1920 independentă înainte de a fi integrată în URSS, devenind Republica Sovietică Socialistă Armenească. În această peroadă are loc un proces intens de rusificare a Armeniei. În oraș după al doilea război mondial se va lucra la construirea de poduri și clădiri cu prinzioneri germani. Protestele antisovietice ale armenilor s-au intensificat în anii 1968, Armenia cu capitala la Erevan devenind independentă în anul 1991.

## Personalități născute aici
- Garik Martirosian (n. 1974), prezentator TV;
- Gurghen Margarian (1978 - 2004), ofițer;
- Sargis Galstyan (1979) actor de teatru și film;
- Mariné Galstyan (1980) actriță de teatru și film;
- Lewon Aronjan (n. 1982), mare maestru internațional de șah;
- Inga și Anush (n. 1982, 1980), cântărețe;
- Elen Yeremyan (cunoscută ca Brunette, n. 2001), cântăreață;
- Maléna (n. 2007), cântăreață.